# Histoire du terme Valaque
L’histoire du terme Valaque commence avec le mot gotique Walh qui dans les langues germaniques signifiait « non-germain ». Walh lui-même provient du même substrat lexical que les Volsques, nom ayant servi à désigner dans l'Antiquité des populations différentes, celtiques en Gaule ou italiques dans le Latium. De Walh dérivent Wales, Walcheren, Wallons, Walchen, Welschen ou Walachen en allemand, Vlachs ou Wallachians en anglais, Oláhok ou Vláchok en hongrois, Βλάχοι en grec moderne, Iflaklar en turc[réf. nécessaire] et aussi, par emprunt lexical dans le Proto-slave aux alentours du VIIe siècle, les mota slaves Wołochy (polonais), Volokhy (russe) ou Vlasi (serbe, bulgare).
La plus ancienne source écrite utilisant le mot Vlachoi (Βλάχοι) est l'historien byzantin Georges Cédrène au milieu du XIe siècle. Auparavant, les byzantins n'avaient pas de mot spécifique pour les citoyens romanophones de l'Empire qui, comme les hellénophones, étaient désignés comme « Romées » (Ῥωμαίοι). Au Moyen Âge, tandis que des variantes grecques apparaissent (moshovlahoi, koutsovlahoi, mavrovlahoi ou « morlaques », tsintsaroi…), le mot Vlachoi arrive dans les langues occidentales (Velaci ou Valacchi en italien, Valaques en français, Vlachs ou Wallachians en anglais, Velascos en espagnol…).

## Sémantique et synonymes
Dans les langues slaves et en hongrois, des termes semblables désignent les Italiens : Włochy en polonais, Olászok en hongrois ; quant aux termes Wołochy, Volokhy, Vlasi, Oláhok, Vlahoi ou Iflaklar, ils servent à identifier les populations de langues romanes orientales avec lesquelles les Slaves, les Magyars, les Grecs et les Turcs ont été en contact. Mais le fait que les Valaques aient jadis principalement vécu de pastoralisme itinérant, aient été assimilés et soient progressivement devenus minoritaires au sud du Danube au milieu des populations slaves ou grecques, a fait évoluer la portée sémantique du mot dans la plupart des langues. Dans certaines, il est devenu synonyme de berger, ou de nomade, ou encore de chrétien orthodoxe (par opposition à catholique) ; dans d'autres cas, le terme s'est transformé en toponyme géographique (Vlahina, Vlašina, Vlasina, Stari Vlah, Vlachoklissoura, Vlaşca, Vlãsia, Vlãhiţa, etc).
D'après quelques chercheurs, le quartier Blachernae (Blachernes) mentionné au VIe siècle à Constantinople pourrait tirer son nom des Vlachoi réfugiés dans la capitale pour fuir les invasions des Avares et des Slaves,, mais cette hypothèse est discutée.

## Usage actuel
Avant que la Roumanie n'émerge comme État (1859), les Roumains des Principautés danubiennes étaient désignés en français comme Moldo-valaques, en anglais comme Moldo-Wallachians, tandis que ceux d'Autriche-Hongrie étaient désignés comme Valaques (Walachen, Oláhok), ceux de l'Empire russe comme Volokhs (Волохи). Dans un sens non pas historique, mais géographique et actuel, le terme Valaque sert aujourd'hui à désigner les habitants de la Valachie, région méridionale de la Roumanie. En russe, Volokhs (Волохи) a été remplacé au XIXe siècle par Moldaves (Молдавянинъ, Moldavianiny rendu en anglais par Moldavians et en allemand par Moldauer, sens géo-historique) puis, au XXe siècle en Union soviétique et dans la CEI qui lui a succédé, par une nouvelle forme : Moldaves (Молдаване, Moldavane, rendu en anglais par Moldovans et en allemand par Moldawier, dans un sens ethnique). 
| Langue                                           | Forme       | Sens                                                                              |
| ------------------------------------------------ | ----------- | --------------------------------------------------------------------------------- |
| Bulgare                                          | влах        | Roumain / Aroumain                                                                |
| Bulgare                                          | влах        | personne originaire de Valachie                                                   |
| Bulgare                                          | влах        | éleveur, berger                                                                   |
| Macédonien                                       | влав        | éleveur, berger                                                                   |
| Polonais                                         | włoch       | Italien                                                                           |
| Polonais                                         | wołoch      | Roumain                                                                           |
| Polonais                                         | wałach      | personne originaire de Transylvanie                                               |
| Vieux russe                                      | волохъ      | personne parlant une langue romane                                                |
| Russe                                            | валах       | Transylvain / Valaque (par opposition à Молдавань Moldave)                        |
| Serbe                                            | влах        | citoyen de la république de Raguse                                                |
| Croate, Bosniaque, Serbe, Monténégrin            | влах, vlah  | Roumain / Aroumain                                                                |
| Croate, Bosniaque, Serbe, Monténégrin            | влах, vlah  | personne originaire de Valachie                                                   |
| Serbe (dialecte d'Užice)                         | старовла(х) | habitants des anciennes romanies populaires de Stari Vlah et Mala Vlaška          |
| Croate                                           | vlah        | Istro-roumain                                                                     |
| Croate (dialecte de Dubrovnik)                   | vlah        | personne originaire d'Herzégovine (péjoratif)                                     |
| Croate (dialectes occidentaux)                   | vlah        | Italien (péjoratif)                                                               |
| Croate, Bosniaque, Serbe, Monténégrin (médiéval) | влах, vlah  | éleveur, berger nomade                                                            |
| Croate (dialectes d'Istrie)                      | vlah        | immigrant (péjoratif)                                                             |
| Croate (dialectes de Dalmatie)                   | vlah        | personne de basse extraction, naïve ou mal dégrossie (péjoratif)                  |
| Croate (dialectes insulaires de Dalmatie)        | vlah        | personne originaire du continent (péjoratif)                                      |
| Croate (dialecte occidentaux et septentrionaux)  | vlah        | chrétien orthodoxe, habituellement serbe (péjoratif)                              |
| Croate (dialectes de Podravina)                  | vlah        | catholique qui parle le chtokavien (péjoratif)                                    |
| Bosniaque                                        | vlah        | non-musulman vivant en Bosnie-Herzégovine, habituellement serbe (péjoratif)       |
| Bosniaque                                        | vlah        | catholique (péjoratif)                                                            |
| Slovaque                                         | valach      | personne originaire de Valachie                                                   |
| Slovaque                                         | valach      | personne originaire de la Valaquie morave                                         |
| Slovaque                                         | valach      | berger                                                                            |
| Slovaque                                         | valach      | personne originaire de Transylvanie, et, par extension de Hongrie                 |
| Slovaque                                         | vlach       | Italien                                                                           |
| Slovène                                          | lah         | Italien (péjoratif)                                                               |
| Dialectes slovènes occidentaux                   | lah         | Frioulan                                                                          |
| Slovène                                          | vlah        | Immigré serbe (péjoratif)                                                         |
| Tchèque                                          | valach      | personne originaire de Valachie                                                   |
| Tchèque                                          | valach      | personne originaire de la Valaquie morave                                         |
| Tchèque                                          | valach      | berger                                                                            |
| Tchèque                                          | valach      | personne originaire de Transylvanie, et, par extension de Hongrie                 |
| Tchèque                                          | valach      | paresseux                                                                         |
| Tchèque                                          | vlach       | Italien                                                                           |
| Ukrainien                                        | волох       | Transylvain / Valaque (depuis le XIXe siècle, par opposition à Молдавань Moldave) |

## Exonymes et endonymes
Le terme Valaque est à l’origine un exonyme. On utilise en outre, dans la littérature ethnographique et linguistique, les noms d’Aroumains, Aromans, Aromounes ou Zinzares, d’Istriens, Istro-romans, Istro-roumains ou Çiçiens, et de Moglenites, Mégléno-romans, Mégléno-roumains ou Mégléniotes. Les Valaques utilisaient divers termes pour parler d'eux-mêmes : armâni, armãni, arumâni, çipani, çinçari, grãmuşteni, fãrșeroți, rãmãni, români, rumâni ou rumâri (endonymes), voire Vlaşi  (exonyme adopté par certains groupes). Mais il y a eu, depuis le XXe siècle, des évolutions :
- la majorité des Aroumains de Grèce utilisent, dans la langue grecque, plus souvent Βλάχοι (Vlachoi : « Valaques ») qu’Αρμάνοι (Armanoi : « Aromans » ou Armâni : « Aroumains ») : ce sont les partisans de l’appartenance à la « communauté nationale hellénique » (Ελληνική εθνική κοινονία) ; une minorité anti-grecque, pro-roumaine ou protochroniste, se rattache à d’autres identités et se désigne respectivement soit comme des « Roumains hors-frontières », soit comme Machedoromâni (Macédoroumains, dérivé du surnom donné en Roumanie aux Aroumains) revendiquant descendre directement des Macédoniens antiques latinisés.

- la minorité romane de Serbie vivant en Timočka Krajina[7], bien qu’elle parle un dialecte du roumain standard, se désigne elle aussi, majoritairement, comme Vlahi. Dans les recensements yougoslaves, les Aroumains de Macédoine et les Roumains de Serbie sont tous deux classés comme Valaques : c’est le « Vlaquisme », par opposition  au « Roumanisme » qui lui, s’identifie comme minorité roumaine hors-Roumanie ;

- les Mégléno-Roumains sont le seul groupe qui utilisait exclusivement le terme Valaque (Vlaşi) pour s'auto-désigner : chez eux, la fin de l'usage d'un nom dérivé de Romanus est arrivée dès le début du XIXe siècle, avec l'islamisation et l'intégration progressive à l'ensemble Turc;

- en roumain moderne le terme sarcastique de valah désigne une personne prétentieuse, arriviste et snob[8], tandis que les Valaques des Balkans sont nommés Vlahi.